# O Homem Que Mordeu o Cão
O Homem que Mordeu o Cão é uma rubrica radiofónica criada por Nuno Markl no ano de 1997, na Rádio Comercial inserida no Manhãs da Comercial, e posteriormente na Best Rock FM. A rubrica relata notícias verdadeiras, mas bizarras com comentários humorísticos de Nuno Markl. Em 2002, foi editado o primeiro livro baseado na rubrica com o mesmo nome, tendo vendido mais de 150 000 exemplares até Julho de 2003. Em Outubro desse ano, é lançado o segundo livro, "O Regresso d'o Homem que Mordeu o Cão: A Irmandade do Canídeo". Em 2003, houve também uma digressão por Portugal em que Nuno Markl era acompanhado pelos outros locutores do Programa da Manhã, Pedro Ribeiro e Maria de Vasconcelos. A 15 de fevereiro de 2013, a rubrica regressou à Rádio Comercial, em substituição de Grandiosa História Universal das Traquitanas.

## História

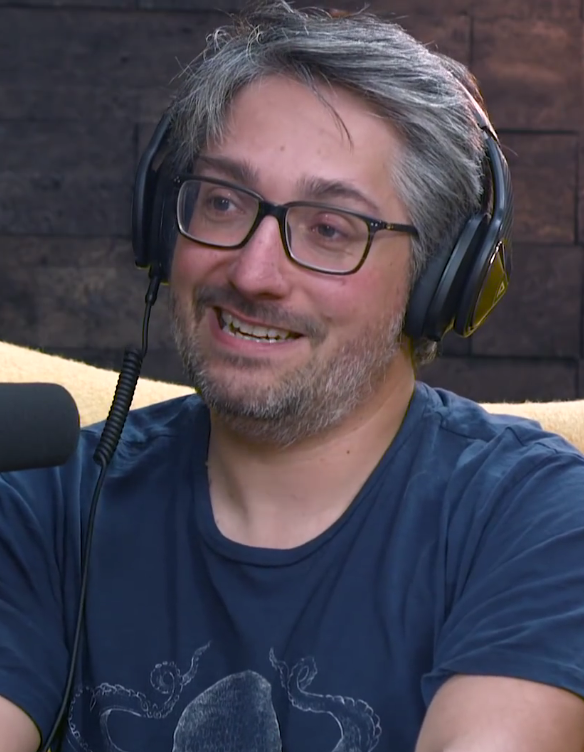
Nuno Markl, criador da rubrica.

Foi a 6 de outubro de 1997 quando estreou na Rádio Comercial, que estava a passar por uma transição para uma rádio "pop-rock", a rubrica "O Homem que Mordeu o Cão", rubrica de notícias insólitas, mas reais, que contava com os comentários de Nuno Markl e de Pedro Ribeiro, inserido no Programa da Manhã.
Fazendo também uso de uma tecnologia que estava a despontar, a internet, com a criação de grupos de fãs, O Homem que Mordeu o Cão, tornou-se num grande êxito de audiência, dando origem a vários livros, todos vendendo milhares de exemplares, a um programa de televisão, um espetáculo duas vezes por semana no Teatro Villaret e a um documentário. Para além disso, o programa lançou os Cebola Mol, projeto de comédia musical de Eduardo Madeira e Filipe Homem Fonseca.
No final de 2004, com a saída de Pedro Ribeiro para a Rádio Clube e de Nuno Markl para a Antena 3, o programa chegou ao fim, tanto na rádio, como na televisão, assim como com o lançamento do livro "O Homem que Mordeu o Cão: a Revolução".
Em 2013, já com Pedro Ribeiro e Nuno Markl de volta na Rádio Comercial, o programa voltou a 15 de fevereiro, voltando a ser um grande sucesso.
Em 2017, o 20º aniversário d'O Homem que Mordeu o Cão foi comemorado com um espetáculo no Coliseu de Lisboa, no dia 6 de outubro (dia da primeira emissão desta rubrica), contando com a presença dos animadores da rubrica ao longo dos anos, bem como com outros artistas como Ana Bacalhau e João Só.

## Episódios

### 2019
| #   | Título | Estreia                 |
| --- | --- | ----------------------- |
| 1   | "2019, o cereal do terror!" | 2 de janeiro de 2019    |
| 2   | "Com que fruta se tenta matar o mal durante uma explosão no mar?"                                                                        | 3 de janeiro de 2019    |
| 3   | "O fantasma do Dr. Amato Lusitano atirando-me esses cereais gostosos, enquanto tento escapar deste balneário!"                           | 4 de janeiro de 2019    |
| 4   | "Refresca-me isso seu pavão!" | 7 de janeiro de 2019    |
| 5   | "Um retângulo amoroso, um cachecol atrasado, umas cuecas na mesa, um cinzeiro apagado...."                                               | 8 de janeiro de 2019    |
| 6   | "Senhores evangélicos do mal, juro que não sei como é que isso foi aí parar e isso incluí pomadas e tatuagens!"                          | 10 de janeiro de 2019   |
| 7   | "Afinal de quem é a casa, pergunta o cão-guia perante o olhar assustado de satanás?"                                                     | 11 de janeiro de 2019   |
| 8   | "Vertigem de situações bastante parvas e um challenge"                                                                                   | 14 de janeiro de 2019   |
| 9   | "André, esta é para ti! No deserto não há vizinhos multimilionários à bulha, mas eu abençoo as chuvas que lá caem."                      | 15 de janeiro de 2019   |
| 10  | "Tenho um sapo no sovaco, petanca no coração"                                                                                            | 16 de janeiro de 2019   |
| 11  | "A atualidade é c... O que vale são micro macacos em collants sob efeito de comprimidos para dormir!"                                    | 17 de janeiro de 2019   |
| 12  | "Especial...!" | 18 de janeiro de 2019   |
| 13  | "Como conhecer a família de uma namorada e quase ser assassinada"                                                                        | 21 de janeiro de 2019   |
| 14  | "Na lotaria do amor saiu-me um tamagotchi coberto por um edredão, o que é uma pouca vergonha!"                                           | 22 de janeiro de 2019   |
| 15  | "Barrando pomadas num machado, enquanto um pombo defeca"                                                                                 | 23 de janeiro de 2019   |
| 16  | "Especial testosterona" | 24 de janeiro de 2019   |
| 17  | "Uma pesada dívida de apoio emocional extraída do frigorífico do escritório"                                                             | 25 de janeiro de 2019   |
| 18  | "A granada do sumo pontífice fez menos danos que as aves de rapina de futebol"                                                           | 28 de janeiro de 2019   |
| 19  | "Dissertações de um velho irado com a juventude"                                                                                         | 29 de janeiro de 2019   |
| 20  | "Olhai o céu gelado de inverno e vede o lindo corpo celeste. E aí Siri?"                                                                 | 30 de janeiro de 2019   |
| 21  | "Consola-me com o preço da fruta, Pablo, pois está barata"                                                                               | 31 de janeiro de 2019   |
| 22  | "Prepúcios do tamanho de garrafas no grelhador"                                                                                          | 1 de fevereiro de 2019  |
| 23  | "Voando para longe da Traição" | 4 de fevereiro de 2019  |
| 24  | "Meigas aves sobrevoando Júpiter num camião tir apaixonado pelo amanhã"                                                                  | 5 de fevereiro de 2019  |
| 25  | "Inserir aqui título" | 7 de fevereiro de 2019  |
| 26  | "Alguém come baratas mas não no museu do cão e a Jessy quis fazer o bem e ficou mal do coração!"                                         | 8 de fevereiro de 2019  |
| 27  | "Fungagá de bicharada e de emojis" | 11 de fevereiro de 2019 |
| 28  | "O que não dar no próximo São Valentim"                                                                                                  | 12 de fevereiro de 2019 |
| 29  | "Então você não deveria estar a entrar agora?"                                                                                           | 13 de fevereiro de 2019 |
| 30  | "São Valentim: drama e horror" | 14 de fevereiro de 2019 |
| 31  | "Em festas com piscina cuidado com bombas e robôs"                                                                                       | 15 de fevereiro de 2019 |
| 32  | "Aquaman" | 18 de fevereiro de 2019 |
| 33  | "Especial vida animal com especial incidência nesse p..."                                                                                | 19 de fevereiro de 2019 |
| 34  | "Amarrado a uma cama ao som de Claire de lune"                                                                                           | 20 de fevereiro de 2019 |
| 35  | "Enviar nudes a gado vacum pastando nos campos do Kuwait é estúpido e sexy"                                                              | 21 de fevereiro de 2019 |
| 36  | "Escorpiões em cuecas no céu, vacas selvagens na terra"                                                                                  | 22 de fevereiro de 2019 |
| 37  | "Perdidos na pequenez em busca de um espesso iogurte"                                                                                    | 25 de fevereiro de 2019 |
| 38  | "Chuvisco de narrativas reais não particularmente interessantes, mas também já houve pior, mas também já houve melhor."                  | 26 de fevereiro de 2019 |
| 39  | "Afinal somos sexy ou não somos? Chegou a hora da verdade"                                                                               | 27 de fevereiro de 2019 |
| 40  | "Vacas zombies em cruzeiros submersas em molho de nachos"                                                                                | 28 de fevereiro de 2019 |
| 41  | "Especial javardeira marota" | 1 de março de 2019      |
| 42  | "Se no Tinder queres conhecer meninas, no Carnaval toma as tuas vacinas"                                                                 | 4 de março de 2019      |
| 43  | "Vamos ao cinema comer queijo com pepino"                                                                                                | 6 de março de 2019      |
| 44  | "50 sombras de frigoríficos em buracos"                                                                                                  | 7 de março de 2019      |
| 45  | "E porque não está cá Vasco Palmeirim: potpourri de insólitos contos da vida real"                                                       | 8 de março de 2019      |
| 46  | "Não se atiram pedras a tsunamis em cafés ou ainda acabamos que nem Gepeto e Pinóquio"                                                   | 11 de março de 2019     |
| 47  | "Porno mamãs roubando grandes superfícies de bricolage tentando melhorar aspectos"                                                       | 12 de março de 2019     |
| 48  | "Espiral insana de crime" | 13 de março de 2019     |
| 49  | "Então você atira uma moeda para aí, capaz de ficar sem mão? Mas é algum bebé a precisar de mama ou o quê, hã?"                          | 14 de março de 2019     |
| 50  | "Uma porca, uns porcalhões e uma câmera porca"                                                                                           | 15 de março de 2019     |
| 51  | "Tinder e fezes" | 19 de março de 2019     |
| 52  | "Michael Jackson está vivo, atirem-lhe uma t-shirt e dêem-lhe um sumo"                                                                   | 20 de março de 2019     |
| 53  | "Traga-me a factura antes que lhe atire um sapato e lhe dê uma chapada"                                                                  | 21 de março de 2019     |
| 54  | "Situações informáticas parvas requerem a acção"                                                                                         | 22 de março de 2019     |
| 55  | "Para não conformista ser mais vale roupa não ter. Se queres ser aerodinâmico no espaço arranja um orifício no braço"                    | 25 de março de 2019     |
| 56  | "A minha vida é estúpida" | 26 de março de 2019     |
| 57  | "Na Paróquia de Pontevedra se os sapatos sujos encontrar no Triangulo das Bermudas há de os lavar"                                       | 27 de março de 2019     |
| 58  | "I want to break free, diz uma parte do corpo rodopiando à bruta"                                                                        | 28 de março de 2019     |
| 59  | "Robôs ao telefone na praia espargindo desodorizante uns para os outros, enquanto vêem vídeos marotos"                                   | 29 de março de 2019     |
| 60  | "Voando com vento e gases ao som do apocalipse dos mosquitos"                                                                            | 1 de abril de 2019      |
| 61  | "Quem quer casar com umas cuecas de ganga carregadas de piolhos?"                                                                        | 2 de abril de 2019      |
| 62  | "Não preciso de beber a bica para rebentar paredes com fofas almofadas"                                                                  | 3 de abril de 2019      |
| 63  | "Depois de crime e castigo, de Fiodor Dostoievski, chega crime e estupidez, de Fiodnuno Markloievsky"                                    | 4 de abril de 2019      |
| 64  | "Ah, que marotos que estamos hoje!" | 5 de abril de 2019      |
| 65  | "É segunda-feira e portanto não tenho paciência para inventar títulos"                                                                   | 8 de abril de 2019      |
| 66  | "Dossier belga choc" | 9 de abril de 2019      |
| 67  | "Está um bandido, fechado num WC, numa ilha, com um tablet bloqueado por um homem cão"                                                   | 10 de abril de 2019     |
| 68  | "O "instadrama" de fazer horas extraordinárias com uma impressão no olho"                                                                | 11 de abril de 2019     |
| 69  | "Pare de sorrir seu gatuno bêbado ou lanço-lhe o meu exército"                                                                           | 12 de abril de 2019     |
| 70  | "Uma flecha certeira fazendo parar o coração de avozinhas grandes e más"                                                                 | 15 de abril de 2019     |
| 71  | "Então vocês decepam assim, nas minhas barbas porcas e eivadas de óleo de culinária"                                                     | 16 de abril de 2019     |
| 72  | "Petizada, a pancadaria medieval só pára para ouvir cantigas em puns"                                                                    | 17 de abril de 2019     |
| 73  | "O que é que você tem no olho, um centro comercial? Assim nunca conseguirá engatar ninguém, seu infiel de lábios finos"                  | 18 de abril de 2019     |
| 74  | "Uma coisa que me dá alegria e duas que me agastam"                                                                                      | 22 de abril de 2019     |
| 75  | "Batendo recordes ao nível de ir e vir, enquanto dá os primeiros passos, o primeiro grande filme sobre o jogo da sardinha"               | 23 de abril de 2019     |
| 76  | "O Vasco está de férias, não me apetece que isto tenha título hoje!"                                                                     | 26 de abril de 2019     |
| 77  | "Que ninguém revele qual a pizza preferida do papagaio bufo porque é spoiler"                                                            | 29 de abril de 2019     |
| 78  | "O que terá o Papa a dizer sobre pavões em fuga... e ainda a verdade sobre a pizza com ananás!"                                          | 30 de abril de 2019     |
| 79  | "Um túnel repleto de larvas e dejectos"                                                                                                  | 2 de maio de 2019       |
| 80  | "Rodízio de giros e bizarros nacos de atualidade"                                                                                        | 3 de maio de 2019       |
| 81  | "Empurrando uma viatura em direcção ao altar porque cada panela tem o seu testo"                                                         | 6 de maio de 2019       |
| 82  | "Adormeci e por isso não há título" | 7 de maio de 2019       |
| 83  | "Respeitem as hospedeiras senão pagam multa e o ambiente que estava tão quente esfria"                                                   | 9 de maio de 2019       |
| 84  | "O grande escorrega das artes marciais e plásticas"                                                                                      | 13 de maio de 2019      |
| 85  | "Parece que cheira mal" | 14 de maio de 2019      |
| 86  | "Tentei expandir a minha rede Wi-Fi, seguiram-se fezes"                                                                                  | 15 de maio de 2019      |
| 87  | "Lava-me e alimenta-me dentro de um airbnb cheio de aranhas"                                                                             | 16 de maio de 2019      |
| 88  | "Uma conferência extremamente interessante sobre social media moderno pelo prof Nuno Markl, da Universidade Nacional da Estupidez - UNE" | 17 de maio de 2019      |
| 89  | "Que fio é este? Que queijo é este? Que aranha é esta? Que título é este...?"                                                            | 20 de maio de 2019      |
| 90  | "Estou chateado! Não tenho título!" | 21 de maio de 2019      |
| 91  | "O grande chalupódromo da Humanidade" | 22 de maio de 2019      |
| 92  | "Finalmente está descoberto o sentido da vida... Chamemos então um táxi!"                                                                | 23 de maio de 2019      |
| 93  | "Entra-me em casa, coça-me as costas, vota em mim... porque me dói a barriga"                                                            | 24 de maio de 2019      |
| 94  | "Memória sozinha à luz do luar, após evacuar... e uma escrevaninha... Lai lai lai"                                                       | 27 de maio de 2019      |
| 95  | "Procura-se dinossauro impotente... e todo nú!"                                                                                          | 28 de maio de 2019      |
| 96  | "Estou a alucinar, ouvi um queijo a voar... e um de nós tem os testículos francamente grandes, descubra qual!"                           | 29 de maio de 2019      |
| 97  | "Tive o sonho mais espetacular e perturbador da minha vida"                                                                              | 30 de maio de 2019      |
| 98  | "Qual o tamanho da masculinidade de um influencer? E em qual das embalagens vem?"                                                        | 31 de maio de 2019      |
| 99  | "Fantasmas e sósias: o mundo maravilhoso das coisas esquisitas!"                                                                         | 3 de junho de 2019      |
| 100 | "A vida é um jogo do mata, onde homens correm em cuecas ao som de heavy metal"                                                           | 4 de junho de 2019      |
| 101 | "C... do destino" | 5 de junho de 2019      |
| 102 | "O bolinho da sorte declarou que o futuro traz nudez e tomate"                                                                           | 6 de junho de 2019      |
| 103 | "O meu filho faz 10 anos!" | 7 de junho de 2019      |
| 104 | "A surpreendente e exigente ginástica do ser no ginásio a que chamamos vida"                                                             | 11 de junho de 2019     |
| 105 | "Zum zum zum sou uma abelha" | 12 de junho de 2019     |
| 106 | "Choque e horror em casas de banho" | 13 de junho de 2019     |
| 107 | "Campeonatos parvos, enquanto uma senhora dá à luz e um shopping afunda"                                                                 | 14 de junho de 2019     |
| 108 | "Miau senhor ministro, tome lá 5 dólares seu maroto"                                                                                     | 17 de junho de 2019     |
| 109 | "Que música deseja para o seu amor insuflável, seu banana"                                                                               | 18 de junho de 2019     |
| 110 | "Selecção de notícias bizarras de qualidade inferior e talvez mesmo aqui e ali roçando o deplorável"                                     | 19 de junho de 2019     |
| 111 | "Satanás não come calhaus, tem uma casa para arrendar."                                                                                  | 21 de junho de 2019     |
| 112 | "Estará neste avião um urso procurando queijo? Ou apenas uma querida senhora?"                                                           | 24 de junho de 2019     |
| 113 | "Uma aventura bem marota e parva, enquanto o autor desta rubrica constata que é grande na América... quer dizer, tipo grande!"           | 25 de junho de 2019     |
| 114 | "Sortido rico de curiosas bolachas narrativas"                                                                                           | 26 de junho de 2019     |
| 115 | "Que misteriosa cenoura é esta e porque está ela a conduzir aos s's?"                                                                    | 27 de junho de 2019     |
| 116 | "Que voz é esta e porque me dói a perna enquanto me sento combalido neste lamaçal que é a vida"                                          | 28 de junho de 2019     |
| 117 | "O regresso triunfal do idoso termal" | 2 de setembro de 2019   |
| 118 | "Feitiçaria imobiliária, a ciência dos tempos modernos"                                                                                  | 3 de setembro de 2019   |
| 119 | "Não usem o menino para desbloquear conversas se o elevador divino encravar no olho do furacão"                                          | 4 de setembro de 2019   |
| 120 | "Voando sobre o cemitério digital que nem uma abelha"                                                                                    | 5 de setembro de 2019   |
| 121 | "Toto Salvio e outras histórias" | 6 de setembro de 2019   |
| 122 | "Um sujeito cavando o seu próprio buraco de forma particularmente espetacular"                                                           | 9 de setembro de 2019   |
| 123 | "Quero deitar-me numa cama enquanto sou odiado por Bill Gates e sonho que um urso me ataca ao som do hino da Albânia"                    | 10 de setembro de 2019  |
| 124 | "Sexy tetris rebentando maxilares em passeios cheios de carros"                                                                          | 11 de setembro de 2019  |
| 125 | "É o primeiro dia de escola boneca, sinto-me super inteligente devido a urina"                                                           | 12 de setembro de 2019  |
| 126 | "Escorregando nu em direcção ao maçarocas na grande peça de teatro que é a vida"                                                         | 13 de setembro de 2019  |
| 127 | "Três idiotas e um porta-bagagens" | 16 de setembro de 2019  |
| 128 | "Manifestações de entusiasmo do corpo humano de uma intensidade tal que uma senhora até tem medo que o neto seja atropelado, coitada!"   | 17 de setembro de 2019  |
| 129 | "Muito sinceramente esta rubrica é um nojo"                                                                                              | 18 de setembro de 2019  |
| 130 | "Deslarga o telemóvel, agarra o silicone!"                                                                                               | 19 de setembro de 2019  |
| 131 | "Quando a sensualidade é uma palhaçada mais vale pôr tudo num cofre e trancar"                                                           | 20 de setembro de 2019  |
| 132 | "Bem vindos ao Outono! Agora é respeitar as autoridades e fazer filhos.... mas não com objetos de plástico"                              | 23 de setembro de 2019  |
| 133 | "O que fazer caso um camelo ache que nós somos o seu sofá... e o Campeonato de gases da Índia: os resultados"                            | 24 de setembro de 2019  |
| 134 | "Cuidado com essa pasta verde pequenita!"                                                                                                | 25 de setembro de 2019  |
| 135 | "Um repenicado beijinho para Samuel L. Jackson num avião sem cobras... mas também sem mais nada"                                         | 26 de setembro de 2019  |
| 136 | "O amor nos tempos de fezes" | 27 de setembro de 2019  |
| 137 | "O consumidor tem sempre razão" | 30 de setembro de 2019  |
| 138 | "Então onde é que o Sr. Elvis vai com isso aí, excesso de velocidade capaz de partir um vidro?"                                          | 1 de outubro de 2019    |
| 139 | "Quem quer casar com uma tartaruga ninja bolorenta? Eu fico a ver da janela"                                                             | 2 de outubro de 2019    |
| 140 | "Uma chamada telefónica para o samurai do lixo"                                                                                          | 3 de outubro de 2019    |
| 141 | "Estão criadas as condições para uma grande tragédia"                                                                                    | 4 de outubro de 2019    |
| 142 | "Ah Gatão! Que até parecia drogado" | 7 de outubro de 2019    |
| 143 | "Isto são dois assaltos, seus porcos" | 8 de outubro de 2019    |
| 144 | "Um retemperador duche prolongando a vida durante o apocalipse"                                                                          | 9 de outubro de 2019    |
| 145 | "Então você pega nos fundos de investigação das ostras e faz essa c...?"                                                                 | 10 de outubro de 2019   |
| 146 | "Valha-me Deus senhor robô, entrou me de rompante uma vaca na sala"                                                                      | 11 de outubro de 2019   |
| 147 | "Para adormecer que seja na sanita e não ao volante, o que pode ser explosivo"                                                           | 14 de outubro de 2019   |
| 148 | "O Bob esponja tem os salários em atraso, a ver se não o matam"                                                                          | 15 de outubro de 2019   |
| 149 | "Agrafando o amor no coração de uma entregadora de pizzas"                                                                               | 16 de outubro de 2019   |
| 150 | "Que criatura é esta e será que podemos depilá-la?"                                                                                      | 17 de outubro de 2019   |
| 151 | "Em Tristão da Cunha não se vendem rosários nem ténis"                                                                                   | 18 de outubro de 2019   |
| 152 | "Num jacuzzi pequenino na companhia de um bêbado e de um boneco"                                                                         | 21 de outubro de 2019   |
| 153 | "Deus sabe os números do euro milhões... mas veio um crododilo e comeu-os juntamente com uma pizza"                                      | 22 de outubro de 2019   |
| 154 | "Atenção Pedro Ribeiro: Cobras! E também dinossauros e estupidezes"                                                                      | 23 de outubro de 2019   |
| 155 | "Assasonhos" | 24 de outubro de 2019   |
| 156 | "Tire as unhas deste lugar de estacionamento senão solto-lhe o terrível bebé fantasma"                                                   | 25 de outubro de 2019   |
| 157 | "Pesadelos que picam... o que vale são as funcionárias das lojas de móves. E ainda: a solução para o jet lag!"                           | 28 de outubro de 2019   |
| 158 | "Uma espécie de uma terrina de gomas de vários formatos e cores, só quem em vez de gomas são histórias bizarras"                         | 29 de outubro de 2019   |
| 159 | "Explosivas e nojentas histórias de Halloween, mas no fim o amor triunfa"                                                                | 30 de outubro de 2019   |
| 160 | "Especial Halloween, terror pela fresca"                                                                                                 | 31 de outubro de 2019   |
| 161 | "A rãs não cheiram a chulé na grande guerra da vida. Não é essa a sua aspiração"                                                         | 4 de novembro de 2019   |
| 162 | "Fina seleção de coisas que não deve tentar em casa, ou no escritório ou num avião"                                                      | 5 de novembro de 2019   |
| 163 | "Pouca coisa de jeito, mas servida com o talento contador de histórias de um dos grandes comunicadores da rádio portuguesa"              | 6 de novembro de 2019   |
| 164 | "Ideias para o Natal envolvendo barba e a seiva da vida... isto se o joelho aguentar"                                                    | 7 de novembro de 2019   |
| 165 | "Será que as galinhas sabem fazer contas na berma de um passeio escavacado?"                                                             | 8 de novembro de 2019   |
| 166 | "Você tem um cão nas nádegas ou será que é um peixe?"                                                                                    | 11 de novembro de 2019  |
| 167 | "Depois de ser eleita corra! Mas cuidado com os carros de luxo desembestados, senão ainda acaba na cova"                                 | 12 de novembro de 2019  |
| 168 | "No presépio baleias bebem gin, enquanto contemplam as fezes de elefante"                                                                | 13 de novembro de 2019  |
| 169 | "Roendo um pedregulho na falésia, aquecendo os tornozelos aqui no lugar da saia onde havia um bolso"                                     | 14 de novembro de 2019  |
| 170 | "Vamos sentir-nos velhinhos, Sr Presidente da Câmara de...?"                                                                             | 15 de novembro de 2019  |
| 171 | "Vertigem de amor nortenho temperado com amor de fezes natalícias"                                                                       | 18 de novembro de 2019  |
| 172 | "Nisto o vento atira umas cuecas de senhora pela janela, o que faz uma pessoa atirar-se de imediato de uma altura de 30 metros"          | 19 de novembro de 2019  |
| 173 | "Abana a cauda quando chegar a encomenda errada com o vestido que não existe"                                                            | 20 de novembro de 2019  |
| 174 | "Uma pessoa com o nariz entupido não sente os maus cheiros que emana um piaçaba. Por isso, não é razão para levar uma injeção aí"        | 21 de novembro de 2019  |
| 175 | "Olhei para o céu, estava estrelado, viu o Deus menino a fazer hula hoop e os pais cheios de olheiras a dizerem "Dorme! Dorme!!""        | 22 de novembro de 2019  |
| 176 | "Marcando encontros com idosos em carros conduzidos por chihuahuas com gazes"                                                            | 26 de novembro de 2019  |
| 177 | "Ai que bom, Sª D. Kim! E porque é que aquela vaca está tão calma? Terá adoptado um pintainho? Uma otite já percebi que não tem"         | 28 de novembro de 2019  |
| 178 | "Segure o pão que vem aí salsicha!" | 3 de dezembro de 2019   |
| 179 | "Você não me esguiche minha senhora, senão ponho-a de castigo"                                                                           | 5 de dezembro de 2019   |
| 180 | "Sorriam! Excepto se vos cortarem mal o cabelo, seus bananas!"                                                                           | 10 de dezembro de 2019  |
| 181 | "Cortando espessos gases à catanada" | 12 de dezembro de 2019  |
| 182 | "Quando for ver o saldo ao multibanco, tenha cuidado com as cobras Pai Natal"                                                            | 17 de dezembro de 2019  |
| 183 | "Tradicional edição do Homem que Mordeu o Cão em que o meu pai me trouxe porque estou de férias e ele não tinha onde me deixar"          | 19 de dezembro de 2019  |
| 184 | "Pai Natal, traz shampoo e gel de banho para estas pessoas por favor"                                                                    | 24 de dezembro de 2019  |
| 185 | "Tecnologia em cima, inferno por baixo. Liguemos para as urgências!"                                                                     | 26 de dezembro de 2019  |
| 186 | "Na roda gigante de Cascais estou a cheirar a refrigerante para cortar um bocadinho o aroma a urina"                                     | 31 de dezembro de 2019  |

### 2020
| # | Título | Estreia               |
| - | --- | --------------------- |
| 1 | "Os gatos vão dar cabo de nós nos filmes e nas lojas de brinquedos ao som de Erasure"                                 | 2 de janeiro de 2020  |
| 2 | "Gostaria de vos dizer que é o Fungagá. Qual? O Fungagá da Bicharada!"                                                | 7 de janeiro de 2020  |
| 3 | "A lotaria que saiu a génios e a sorte grande de um sujeito que teve de se esgueirar a meio da noite que nem um gato" | 9 de janeiro de 2020  |
| 4 | "Exijo as imagens desta câmara de segurança, seu boi! Ou ver-me-ei obrigado a roubar-lhe as toalhas turcas"           | 14 de janeiro de 2020 |
| 5 | "Acendamos uma vela para a barriguitas"                                                                               | 16 de janeiro de 2020 |
| 6 | "Surdez e odontologia coladas no tecto com uma fronha"                                                                | 21 de janeiro de 2020 |
| 7 | "Na na na na na na na na, Tomate"                                                                                     | 23 de janeiro de 2020 |

## Franquia
O sucesso da rubrica levou a que fossem feitos livros, espectáculos ao vivo e programas de televisão.

### Livros
- O Homem que Mordeu o Cão, Texto, 2002.
- O regresso d'O Homem que Mordeu o Cão: a Irmandade do Canídeo, Texto, 2003.
- O Homem que Mordeu o Cão: a Revolução, Texto, 2004
- O novo livro d'O Homem que Mordeu o Cão, Objectiva, 2014
- O novo, incrível, definitivo, arrebatador, estrondoso, monumental e titânico livro d'O Homem que Mordeu o Cão, Objectiva, 2014
- O Homem que Mordeu o Cão - os Clássicos, Objectiva, 2015

### Documentário
- Um Dia na Vida do Homem que Mordeu o Cão, 2003

### Programa de televisão
- O Homem que Mordeu o Cão, 2004[14]

### Jogo
Em 2019 foi lançado um jogo de tabuleiro: O Homem Que Mordeu o Cão - O Party Game, criado por Nuno Markl e César Vieira, pela empresa Creative Toys.